# Ye Jiao
Pour les articles homonymes, voir Ye.
Ye Jiao est une joueuse de hockey sur gazon chinoise évoluant au poste de gardienne de but.

## Biographie
Jiao est née le 21 octobre 1994 à Chengdu.

## Carrière
Elle a fait partie de l'équipe nationale pour concourir à la Coupe du monde 2018 à Londres.

## Palmarès
- : 3e aux Jeux asiatiques en 2018.